# グッラムコンダ
グッラムコンダ（英語：Gurramkonda）は、南インドのアーンドラ・プラデーシュ州、チットゥール県の都市。

## 歴史
この都市の歴史は古く、レッディ王国、ついでヴィジャヤナガル王国の領土にあり、16世紀初頭にはクリシュナ・デーヴァ・ラーヤがこの都市に城塞を築いた。
17世紀初頭には、ヴィジャヤナガル王ヴェンカタ2世の義兄弟ゴッブーリ・オッバ・ラーヤが城塞を地方政庁として使用していた。だが、チャンドラギリに向かう途中にこの地に立ち寄ったスペイン人の旅行家ジャック・ド・クトルは、この人物は無防備な旅人を襲う辻強盗と結託している、と記している。
18世紀末、第3次マイソール戦争においては、マイソール軍とイギリス・ニザーム連合軍との間にグッラムコンダ包囲戦が勃発している。

## 人口
都市の住民は、60パーセントがヒンドゥー教徒、40パーセントがイスラーム教徒である。